# Franck Pencolé
Franck Pencolé, né le 6 novembre 1976 à Évreux, est un coureur cycliste français, professionnel de 1999 à 2004.

## Biographie
Coureur spécialiste des classiques flandriennes (14e de Gand-Wevelgem en 2002, 8e du Grand Prix de l'Escaut en 2003, 5e d'À travers les Flandres en 2004), Franck Pencolé arrête sa carrière en cours de saison, en 2004, à 27 ans, « dégoûté du vélo, de son milieu et de ceux qui le dirigeaient. »

## Palmarès

### Palmarès amateur
- 1995
  - Maillot des Jeunes
- 1996
  - Grand Prix Rustines
  - 2e de Rouen-Gisors
- 1997
  - 4e étape de la Transalsace International
  - 2e du Grand Prix de La Londe-les-Maures
  - 2e de Rouen-Gisors
- 1998
  - Grand Prix de Saint-Hilaire-du-Harcouët
  - 1re et 4e étapes du Tour du Loir-et-Cher
  - 4e étape de la Transalsace International
  - Prix de la Saint-Laurent Espoirs
  - 3e du Circuit Het Volk espoirs
  - 3e du Circuit des Remparts
  - 8e du championnat d'Europe sur route espoirs

### Palmarès professionnel
- 2001
  - 3e du Circuit du Pays de Waes
- 2004
  - 3e de la Classic Loire-Atlantique